# Chicago Musical College
Chicago Musical College es una división de la Chicago College of Performing Arts  en Roosevelt University.

## Historia

### Fundación
El Dr. Florenz Ziegfeld Sr (1841-1923), fundó la universidad en 1867 como Academia de Música de Chicago. La institución ha funcionado ininterrumpidamente durante 156 años. Ziegfeld era el padre de Florenz Jr., el empresario de Broadway. La Academia fue reconocida como el cuarto conservatorio de Estados Unidos. En 1871, el invernadero se trasladó a un nuevo edificio que fue destruido sólo unas semanas más tarde por el Gran Incendio de Chicago; A pesar del incendio, la universidad volvió a estar en funcionamiento a finales de año.

### Cambio de nombre
En 1872, la escuela cambió su nombre a Chicago Musical College (CMC); Ese año se matricularon más de 900 estudiantes. A la oferta de la escuela se sumó un Instituto Normal de Profesores. La matrícula en ellos era un promedio de un dólar por lección. Cuatro años más tarde, el estado de Illinois acreditó a la universidad como una institución de educación superior que otorga títulos. Se abrió una División Preparatoria que estableció sucursales por toda la ciudad.
Rudolph Ganz se unió a la facultad de CMC en 1900 y, excepto por una breve pausa en la década de 1920, permaneció asociado con la escuela hasta su muerte en 1972. En 1917, CMC ofreció una Maestría en Música y siete años más tarde la escuela se convirtió en miembro fundador de la Asociación Nacional de Escuelas de Música.
En 1925, la universidad se mudó a su propio edificio de once pisos, Steinway Hall en 64 E. Van Buren Street. Ciento veinticinco nombres aparecieron en la lista de profesores de ese año y la escuela abrió tres pisos de dormitorios para estudiantes. En 1936, CMC fue admitida como miembro de pleno derecho de la Asociación de Universidades y Escuelas Secundarias del Centro Norte, la única escuela de música independiente en el Medio Oeste que disfruta de tal estatus. En 1947, la universidad ofrecía doctorados en Bellas Artes y Educación Musical.

### Fusión con la Universidad Roosevelt
En 1954, CMC se fusionó con la Escuela de Música de la Universidad Roosevelt, que había sido fundada en 1945. El nombre "Chicago Musical College" se mantuvo para el nuevo colegio unido. Todas las operaciones se trasladaron para unirse a la universidad en el ahora emblemático edificio Auditorio en 430 South Michigan Avenue en Chicago's Loop. El edificio alberga uno de los mejores auditorios del mundo, además del Rudolph Ganz Memorial Recital Hall.

### Reorganización como conservatorio
En el otoño de 1997, Roosevelt estableció una Facultad de Artes Escénicas, que se unió al Chicago Musical College y al Programa de Teatro bajo una unidad administrativa dirigida por el decano fundador Donald Steven. En 2000, bajo el liderazgo del nuevo decano James Gandre, el nombre se cambió a Chicago College of Performing Arts. La universidad tiene dos divisiones: el Conservatorio de Música y el Conservatorio de Teatro. 

## Estudiantes y profesores notables

### Alumnos
- Grace Angelau (1899-1958), cantante de ópera
- Clarice Assad (1978-presente), compositora, pianista
- Storm Bull (1913-2007), compositor, educador musical
- Steve Coleman (1956), saxofonista y compositor de jazz
- Florence Cole Talbert (1890-1961), cantante de ópera, educadora musical
- Hermana Mary Clemente Davlin, destacada medievalista, miembro de una sinfónica durante toda su vida y defensora de la diversidad en el campus.
- Theodore C. Diers, (1880-1942) representante y senador del estado de Wyoming
- Irene Dunne (1898-1990), actriz de cine
- Walter Dyett (1901-1969), violinista, educador musical
- Enrique Eichheim (1870-1942)
- Vivian Fine (1913-2000), compositora Harriet Lee, 1931

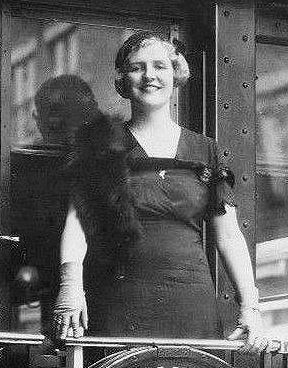
Harriet Lee, 1931

- Floyd Graham (1902-1974), violín, educador de escuela de música
- Amy Allison Grant (nacida en 1880), cantante, conferenciante y locutora
- Frances Wilson Grayson (1890-1927), aviadora pionera
- Vernice "Bunky" Green (n. 1935), saxofonista de jazz, educadora de jazz
- Johnny Hartman (1923-1983), cantante
- Willis Laurence James (1900-1966), violinista
- Harriet Lee, cantante de radio (décadas de 1920 – 1930) y profesora de canto de Hollywood
- Ramsey Lewis (1935-2022), pianista y compositor de jazz
- Lloyd Loar mandolina, violín, viola, canto, compositor, ingeniero acústico, luthier Precio de Florencia, fecha desconocida

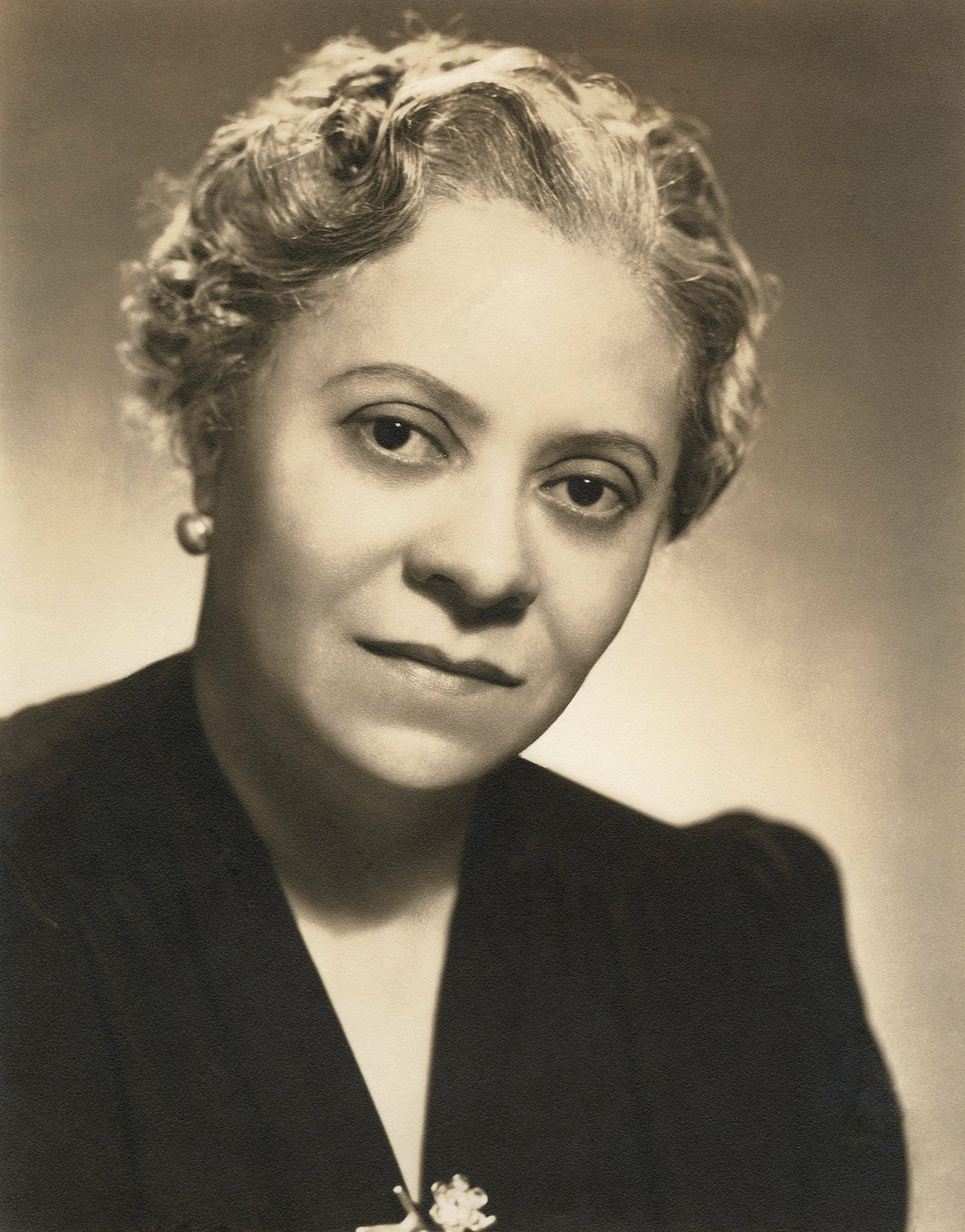
Precio de Florencia, fecha desconocida

- Christine McIntyre (1911-1984), actriz y soprano
- Robert McFerrin (1921-2006), barítono de ópera

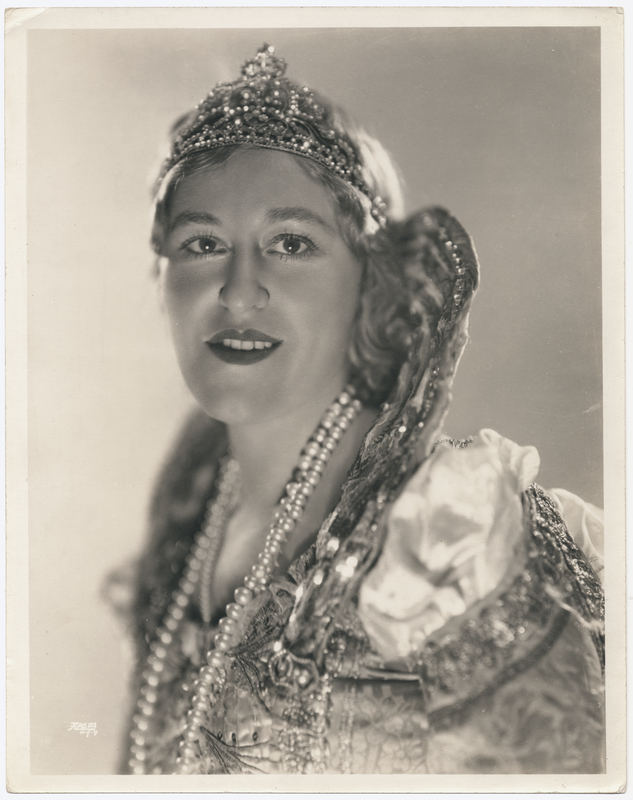
Gracia Angelau, c. 1930

- Gracia Angelau, c. 1930 Filip Mitrovic (1979-presente), compositor
- Ernestine Myers (1900-1991), bailarina, educadora de danza
- Prudence Neff (1887-1949), pianista y profesora de música
- Precio de Florencia (1887-1953), compositor
- Julia Rebeil (1891-1973), pianista, profesora de la Universidad de Arizona
- William Revelli (1902-1994), director de conjunto de viento, educador
- La Julia Rhea (1898-1992), cantante de ópera
- Silvestre Revueltas (1918-1920) (1922-1924) violinista y compositor mexicano
- Jim Schwall (n. 1942), músico de blues, blues-rock, cantante y compositor, Siegel-Schwall Band, Jim Schwall Band
- Corky Siegel (n. 1943), músico de blues, blues-rock, cantante, compositor, Siegel-Schwall Band Julio Styne, 1961

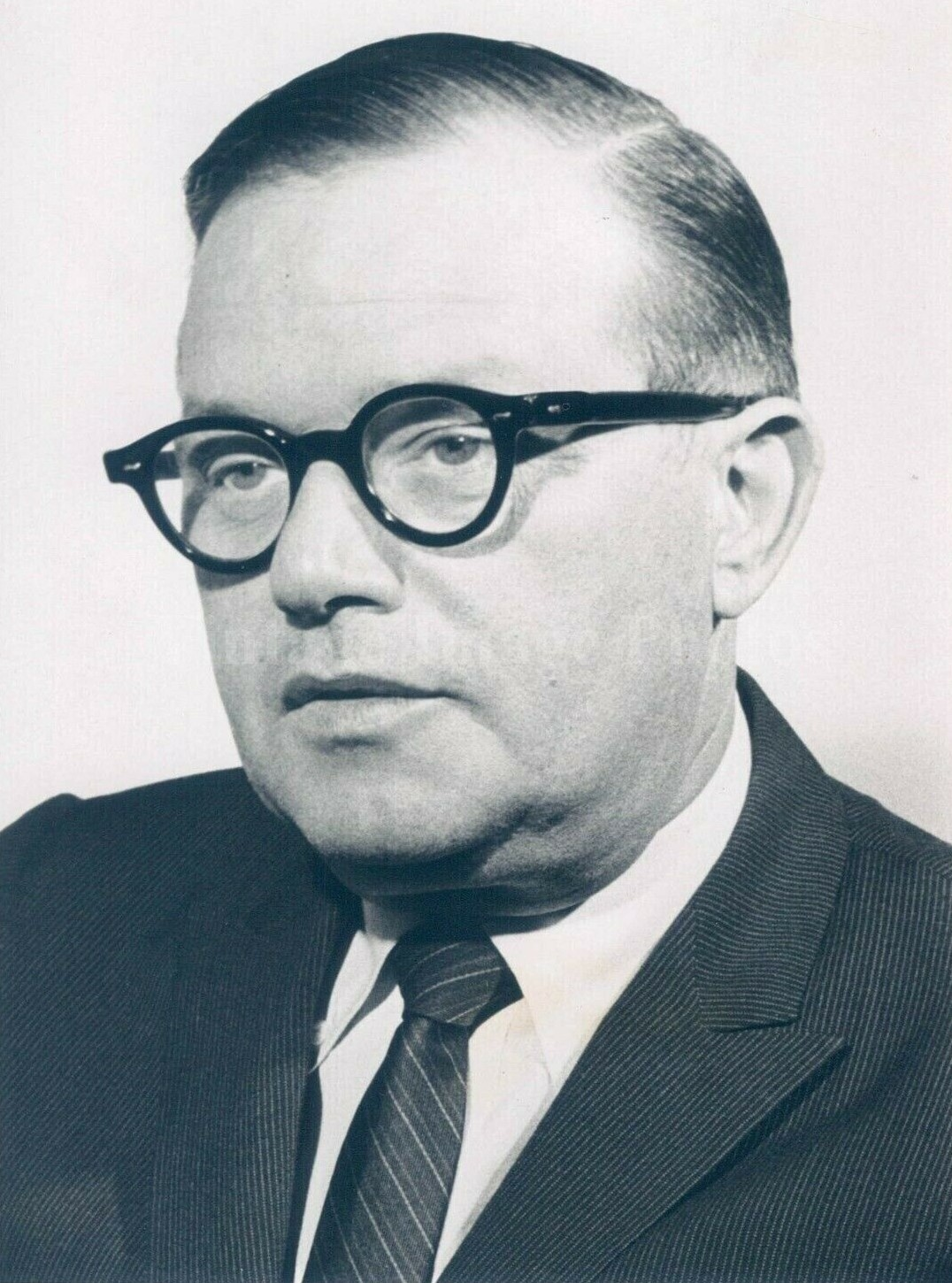
Julio Styne, 1961

- Tracy Silverman, violinista, compositora
- Frank Skinner (1897-1968)
- Eddie Sur (1904-1962) [3]
- Eileen Southern (1920-2002), musicóloga
- Louise Cooper Spindle (1885-1968), compositora
- Jule Styne (1905-1994), compositor
- Jingjing Wang, pianista [4]
- Walter Wenzel, violinista [5]
- Allan Arthur Willman (1909-1989) MM 1930, pianista clásico, compositor del siglo XX, presidente del departamento de música
- Ivah Wills Coburn (m. 1937), actriz de teatro y productora
- Aube Tzerko (1909-1995), pianista y mentor, licenciado en 1927 por el Chicago Musical College bajo la tutela de Moisseye Boguslawski

### Profesores
- Petrowitz Bissing (1871-1961) [3]
- Rudolph Ganz (1877-1972), pianista, compositor
- Goldie Golub (1909-2000), pianista, educadora de piano en CMC durante más de 50 años
- Louis Gruenberg (1884-1964), compositor
- Wesley LaViolette, influyente educador de jazz (1894-1978)
- Fannie B. Linderman (1875-1960), profesora de arte dramático, animadora, escritora
- Herbert Witherspoon (1873-1935), historia de la música
- Carl Valentin Wunderle (1866-1944), violinista

## Juntas directivas históricas y personal ejecutivo
1896 directores 
- Augusto Eugenio Bournique (1842-1926)
- William Melancton Hoyt (1837-1926)
- Alexander Hamilton Revell (1858-1931)
- El reverendo Hiram Washington Thomas, DD (1832-1909)
- Honorable. Richard S. Tuthill (1841-1920)
- Carl O. Ziegfeld (1869-1921)
- Dr. Florenz Ziegfeld (1841-1923)
- William Kimball Ziegfeld (1872-1927)

1896 personal ejecutivo 
- Alfred M. Snydacker (1858-1929), secretario corporativo
- Carl O. Ziegfeld (1869-1921), director comercial
- Dr. Florenz Ziegfeld (1841-1923), presidente
- William K. Ziegfeld (1872-1927), director asociado